# Annual Review of Astronomy and Astrophysics
Annual Review of Astronomy and Astrophysics è una rivista scientifica annuale di articoli di revisione, sottoposta a revisione paritaria e pubblicata da Annual Reviews.
I co-redattori sono Ewine van Dishoeck e Robert C. Kennicutt. La rivista esamina la letteratura scientifica relativa alle entità celesti locali e lontane in tutto l'universo osservabile, nonché la cosmologia, la strumentazione, le tecniche e la storia degli sviluppi nell'ambito dell'astronomia e dell'astrofisica.
Fondata nel 1963, a partire dal 2023 viene pubblicata in modalità di accesso aperto, secondo il modello editoriale del Subscribe to Open.

## Storia
Nel novembre 1960, il consiglio di amministrazione della casa editrice no profit Annual Reviews iniziò a valutare la necessità di una nuova rivista di articoli di revisione che trattasse gli sviluppi dell'astronomia e dell'astrofisica. Il consiglio consultò un gruppo di esperti, tra cui Ronald Bracewell, Robert Jastrow, Joseph Kaplan, Paul Merrill, Otto Struve e Harold Urey.
Il comitato editoriale si riunì nell'agosto del 1961 per scegliere gli autori e gli argomenti del primo volume, pubblicato nel 1963.
Nel 2020 era disponibile sia in formato cartaceo che elettronico.

## Perimetro editoriale
La rivista identifica il suo perimetro editoriale con la copertura degli sviluppi significativi nell'astronomia e nell'astrofisica, tra cui: il Sole, il sistema solare, gli esopianeti, le stelle, il mezzo interstellare, la Via Lattea e altre galassie, i nuclei galattici, la cosmologia e la strumentazione e le tecniche utilizzate per la ricerca e l'analisi.

## Indicizzazione
Il Journal Citation Reports attribuisce alla rivista un fattore di impatto per il 2023 pari a 26,3, posizionandola al secondo posto fra 84 riviste nella categoria "Astronomia e astrofisica".[1]
Gli abstract e gli articoli della rivista sono indicizzati da: Scopus, Science Citation Index Expanded, Civil Engineering Abstracts, Inspec e Academic Search, tra gli altri.

## Processo editoriale
L'Annual Review of Astronomy and Astrophysics ha un caporedattore, che è assistito dal comitato editoriale, che comprende i suoi sostituti, i membri regolari e, occasionalmente, i redattori ospiti. I membri ospiti partecipano su invito del caporedattore e hanno un mandato di un anno.
Tutti gli altri membri del comitato editoriale sono nominati dal consiglio di amministrazione di Annual Reviews e hanno un mandato di cinque anni. Il comitato editoriale determina quali argomenti devono essere inclusi in ogni volume e sollecita revisioni da parte di autori qualificati. Non sono accettati manoscritti non richiesti. La revisione paritaria dei manoscritti accettati è effettuata dal comitato editoriale.

### Redattori dei volumi
Le date riportate di seguito indicano gli anni di pubblicazione in cui qualcuno è stato accreditato come caporedattore o co-redattore di un volume della rivista.
Poiché i volumi sono pianificati molto prima della loro pubblicazione, la nomina di un caporedattore capo generalmente avveniva prima del primo anno qui indicato. Sono riportati anche quei capiredattori andati in pensione o deceduti prima della pubblicazione, purché abbiano contribuito a pianificare il volume.
- Leo Goldberg (1963–1973)[9]
- Geoffrey Burbidge (1974–2004)[10][11]
- Roger Blandford (2005–2011)[12][13]
- Ewine van Dishoeck and Sandra Faber (2012–2021)[14][15][16]
- Ewine van Dishoeck and Robert C. Kennicutt (present)[17]

### Comitato editoriale
Al 2025, il comitato editoriale è composto da:
- Conny Aerts
- Sarah Gibson
- Xiaohui Fan
- Eve C. Ostriker
- Jonathan J. Fortney
- Hans-Walter Rix

Precedenti membri (al 2022) includono: Joss Bland-Hawthorn e Eliot Quataert.